# Aldo Moro
Aldo Moro [àldo mòro], italijanski politik, * 23. september 1916, Maglie, Apulija, † 9. maj 1978, Rim.
Moro je bil član italijanskega parlamenta (1948–1978), pravosodni minister (1955–1957), minister za šolstvo (1957–1959), ministrski predsednik (1963–1969, 1974–1976), zunanji minister (1964–1965, 1965–1966, 1969–1972, 1973–1974) in notranji minister (1976).
Ugrabili in umorili so ga pripadniki skrajne marksistične organizacije Rdeče brigade, ostaja pa sum o širši zaroti s koreninami tudi v skrajni desnici in strategiji ZDA.

## Politično delovanje
Še pred doktoratom (1936) je Moro postal član Univerzitetne Katoliške Federacije FUCI (Federazione Universitaria Cattolica Italiana), ki se je zavzemala za katoliško alternativo vlade, ko se je začel razvijati Mussolinijev socializem. Fašizem je sprejemal to organizacijo kot gibanje izobražencev in filozofov, čigar opozicija naj bi dovolila raznolikost v političnih vprašanjih in potrdila demokratično podlago diktature. Dejansko so bili pripadniki Federacije izobraženi in sposobni teoretiki, ki so želeli prav s sodelovanjem odpraviti negativne skrajnosti režima. Čeprav jim to ni uspelo, je vendar prav iz njihovih vrst izšlo največ poznejših udeležencev ustavodajne skupščine (1946-1948), med katerimi tudi sam Moro. 
Zaradi neomajnega verskega prepričanja je bil Moro med ustanovitelji stranke Democrazia Cristiana (= Krščanska Demokracija) leta 1942 in eden od njenih najvidnejših članov vse do smrti. V povojni Italijanski republiki je bil vseskozi na najpomembnejših političnih položajih. Že v okviru ustavodajne skupščine je bil član komisije za redakcijo teksta ustave. Leta 1948 je bil izvoljen v parlament in imenovan za podsekretarja za zunanje zadeve. Leta 1953 je bil izvoljen v poslansko zbornico kot predsednik Krščanske Demokracije. Od leta 1955 dalje je bil minister za pravosodje, za javno šolstvo, trikrat ministrski predsednik, minister za zunanje zadeve in minister za notranje zadeve. Omembe vredno je, da je bilo tretje Morovo predsedstvo (23.2.1966–5.5.1968) eno najdaljših v zgodovini republike.

## Ugrabitev in umor
Dne 16. marca 1978 je komandos teroristične organizacije Brigate Rosse (Rdeče brigade) napadel avtomobil, v katerem se je Moro peljal proti poslanski zbornici. Vseh pet članov spremstva je bilo na kraju samem ubitih, Moro pa ugrabljen. Po 55 dneh ujetništva je bilo njegovo truplo najdeno zapuščeno v prtljažniku parkiranega avtomobila, na pol poti med sedežema Krščanske demokracije in KPI.
V naslednjih letih so italijanske oblasti obtožile skupino ljudi, s čimer naj bi bila uničena celotna organizacija Rdečih brigad. Od leta 1978 do leta 2004 je bilo obsojenih deset oseb. Od teh sta dve ubežali, sedem jih je nekaj let presedelo in le ena, Rita Algranati, še prestaja zaporno kazen.
Dejansko vse do danes nekatere okoliščine ugrabitve in umora Alda Mora niso povsem jasne, kakor tudi niso bili dovolj pojasnjeni vzroki zločina. Obstaja celo sum, da so ostali prikriti (vsaj nekateri) organizatorji in pobudniki. Po različnih verzijah naj bi za dejanjem stali nasprotniki zgodovinskega kompromisa, med drugim organizacija Gladio in/ali tajne službe ZDA.

## Zgodovinski kompromis
Glavna značilnost Morove politike je bila prepričanje, da je brezpogojno nasprotovanje med desničarskimi in levičarskimi strankami škodljivo za državo. Po njegovem mnenju bi morala večinska stranka toliko "popustiti", da bi si pridobila zaveznike iz nasprotnega tabora, s čimer bi postala večina močnejša in bi predstavljala širši krog volivcev, manjšina pa bi imela manj besede. Prepričan je bil, kakor že pred leti vodstvo Federacije FUCI, da bo s časom moralna moč desnice prevladala nad vsemi, ki so bili pripravljeni sodelovati. 
Že leta 1962 je prepričal voditelje svoje stranke, da je potreben "sporazum" s socialisti, in s tem je praktično ustvaril pojem "leve sredine". Pozneje (1973), ko so državo pretresali teroristični napadi (med letoma 1969 in 1984), je komunistični voditelj Enrico Berlinguer predlagal, naj politične sile vsaj toliko "pozabijo" obstoječa nasprotja, da lahko skupno nastopijo proti notranjemu sovražniku. Berlinguer je dobil pravega sogovornika v Aldu Moru in skupaj sta osnovala tako imenovani "zgodovinski kompromis" (compromesso storico). Po mnenju nekaterih zgodovinarjev, je bila morda prav ta poteza eden od vzrokov Morove smrti, saj so ji nasprotovale vse največje politične sile, od ZDA do Sovjetske zveze, od mafije do prostozidarjev.
V teku let je Moro umrl in Berlinguer je odpovedal podporo desnici, a posledice "zgodovinskega kompromisa" so se ukoreninile. Nastala in ostala je koalicija leve sredine, medtem ko so skrajne politične struje, tako desne kakor leve, ideološko radikalizirale in številčno močno skrčile.

## Morova pisma iz ujetništva
V 55 dneh ujetništva je Moro napisal 86 pisem predvsem sorodnikom in voditeljem svoje stranke. Ni še dognano, če je pisal prosto ali pod narekom oziroma pritiskom. Nekatera so bila poslana po pošti do naslovnikov, a večina je ostala v zaporu, kjer so jih policisti našli po Morovi usmrtitvi. Del teh pisem, 38 po številu, je bilo objavljenih, druga so zapadla pod državne skrivnosti skupaj z gradivom, ki ga je Moro hranil v svoji pisarni. Med tožbo proti Morovim ugrabiteljem so slednji potrdili, da so večino pisem uničili, "ker niso bila uporabna". Zanimivo je tudi dejstvo, da je general Carlo Alberto Dalla Chiesa (ki ga je mafija ubila leta 1982) našel kopije nekaterih še nepoznanih Morovih pisem v Milanu, a javnost za to ni izvedela vse do leta 1991, ker jih je bil izročil naravnost takratnemu (1978) vladnemu predsedniku Andreottiju. Eno od teh pisem si je pa baje pridržal, ker ga je hotel izročiti novinarju Minu Pecorelliju. Toda Pecorelli je bil nekaj dni po sestanku z Dalla Chieso ubit v atentatu (1979). Za ta zločin je bil leta 2002 Andreotti obsojen na 24 let zapora, a leta 2003 je Kasacijsko sodišče (najvišji italijanski sodni organ, proti kateremu ni priziva) obsodbo preklicalo in razveljavilo.